# Bob Cools
Pour les articles homonymes, voir Cools (homonymie).
Hubert Ludovic Charlotte, dit Bob, Cools est un homme politique belge, né le 27 avril 1934 à Anvers.

## Mandats et fonctions
- Bourgmestre d'Anvers : 1983 - 1994
- Membre de la Chambre des représentants de Belgique : 1974 - 1983